# 辽阳城

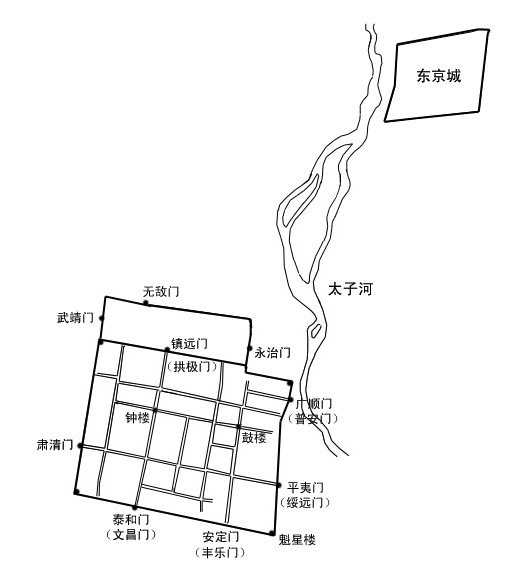
辽阳城与后金东京城

辽阳城，系明代建筑的城池，城池分南北两城，呈“曰”字形，南城为主城。曾在1622年短暂的作为后金的都城，遗址在今辽宁省辽阳市。
1621年三月，努尔哈赤攻克辽阳城。1622年二月，由萨尔浒迁都至辽阳。六月开始，在辽阳城城东方位营建新城。次年七月完工，即东京城。
在1930年代的满洲国时期，辽阳城的东门敌楼、瓮城及城墙被拆毁，仅剩墙基。其后，遗址被民居掩盖。
2005年，辽阳市将明代辽阳城墙遗址列为第五批辽阳市级文物保护单位。